# Alfa Romeo 350
L’Alfa Romeo 350 è stato un autocarro prodotto dall'Alfa Romeo dal 1935 al 1937.

## Storia
Precedentemente al lancio di questo modello, che avvenne nel 1935, l'Alfa Romeo commercializzava autocarri di grosse dimensioni e relativamente costosi, tipo l'85 ed il 110. Per questo motivo la casa del biscione non vendette molti esemplari di questi modelli, e decise quindi di lanciare sul mercato l'Alfa Romeo 350, che era più piccolo e leggero rispetto agli autocarri citati. 
Come i modelli già in produzione al Portello, anche il 350 derivava da un modello della tedesca Büssing, il tipo 275: gli studi iniziarono nel 1934 e rispetto alla versione originale fu potenziato il motore e rivisti telaio e freni. La produzione cessò nel 1937, con l'introduzione del 500, evoluzione del 350 studiata per il servizio in Africa Orientale Italiana.
Ne sono stati prodotti complessivamente 701 esemplari, anche in versione autobus.

## Caratteristiche tecniche
Il 350 era equipaggiato da un motore Diesel 6 cilindri in linea Deutz tipo F6M 313 da 6,1 L di cilindrata che erogava una potenza di 75 CV a 2000 giri/min, accoppiato ad un cambio manuale a 4 marce più retromarcia.